# Vasil Levski Nationaal Stadion
Het Vasil Levski Nationaal Stadion (Bulgaars: Национален стадион „Васил Левски“) is een multifunctioneel stadion in de Bulgaarse hoofdstad Sofia. Het wordt vooral gebruikt voor voetbalwedstrijden en is de thuisbasis van het Bulgaars nationaal elftal en van voetbalclub FK CSKA 1948 Sofia. In het stadion wordt tevens elk jaar de Bulgaarse bekerfinale gespeeld. Het stadion wordt echter ook gebruikt voor atletiekwedstrijden en concerten. Het stadion, dat werd geopend in 1953, biedt plaats aan 43.632 personen en is vernoemd naar de nationale held Vasil Levski.

## Geschiedenis
Het stadion ligt aan de rand van het stadspark Borisova gradina, dicht bij het centrum van Sofia. Iets verderop in het park ligt het Balgarska Armijastadion. Op de plek van het huidige stadion stonden vroeger twee andere stadions, een nationaal stadion (Joenakstadion) en een stadion van Levski Sofia (Levski Field). Het Vasil Levski Nationaal Stadion werd geopend in 1953. Het stadion was toen nog half zo hoog als tegenwoordig. Door de hoogteverschillen in het park werd het westelijke deel van het stadion uitgegraven en lag het daarmee onder de straathoogte. De Bulgaarse nationale ploeg nam na de opening hun intrek in het stadion. Levski vertrok naar het Georgi Asparuhovstadion in een ander deel van de stad. De eerste wedstrijd in het stadion was een vriendschappelijk duel tussen Dinamo Sofia (voormalige naam van Levski Sofia) en FC Wien. Daarna werden er ook atletiekwedstrijden in het stadion gehouden en was het complex het toneel voor het EK basketbal 1957. Het stadion was toen aanzienlijk kleiner dan tegenwoordig, maar huisvestte toch 42.000 toeschouwers omdat er enkel staanplaatsen waren. In de jaren '60 werd het stadion uitgebreid, maar ook van stoelen voorzien en daardoor groeide de capaciteit tot 44.000. In 1977 werd de Universiade in het stadion gehouden.
Het stadion is bereikbaar via (trolley)bus, tram of metro.

## Interlands
| 1                             | 6 september 1953  | Bulgarije – Tsjecho-Slowakije    | 1 – 2 | Kwalificatie WK 1954 | 12.800 |
| 2                             | 13 september 1953 | Bulgarije – Polen                | 2 – 2 | Vriendschappelijk    | 40.000 |
| 3                             | 4 oktober 1953    | Bulgarije – Hongarije            | 1 – 1 | Vriendschappelijk    | 50.000 |
| 4                             | 11 oktober 1953   | Bulgarije – Roemenië             | 1 – 2 | Kwalificatie WK 1954 | 40.000 |
| 5                             | 24 oktober 1954   | Bulgarije – DDR                  | 3 – 1 | Vriendschappelijk    | 40.000 |
| 6                             | 22 mei 1955       | Bulgarije – Egypte               | 2 – 1 | Vriendschappelijk    | 40.000 |
| 7                             | 26 juni 1955      | Bulgarije – Polen                | 1 – 1 | Vriendschappelijk    | 40.000 |
| 8                             | 13 november 1955  | Bulgarije – Tsjecho-Slowakije    | 3 – 0 | Vriendschappelijk    | 45.000 |
| 9                             | 10 september 1956 | Bulgarije – Roemenië             | 2 – 0 | Vriendschappelijk    | 40.000 |
| 10                            | 14 oktober 1956   | Bulgarije – DDR                  | 3 – 1 | Vriendschappelijk    | 40.000 |
| 11                            | 21 juli 1957      | Bulgarije – Sovjet-Unie          | 0 – 4 | Vriendschappelijk    | 45.000 |
| 12                            | 15 september 1957 | Bulgarije – Hongarije            | 1 – 2 | Kwalificatie WK 1958 | 50.000 |
| 13                            | 29 september 1957 | Bulgarije – Polen                | 1 – 1 | Vriendschappelijk    | 40.000 |
| 14                            | 3 november 1957   | Bulgarije – Noorwegen            | 7 – 0 | Kwalificatie WK 1958 | 22.120 |
| 15                            | 13 mei 1959       | Bulgarije – Nederland            | 3 – 2 | Vriendschappelijk    | 30.000 |
| 16                            | 11 oktober 1959   | Bulgarije – Frankrijk            | 1 – 0 | Vriendschappelijk    | 45.000 |
| 17                            | 25 oktober 1959   | Bulgarije – Joegoslavië          | 1 – 1 | Kwalificatie EK 1960 | 27.560 |
| 18                            | 6 december 1959   | Bulgarije – Denemarken           | 2 – 1 | Vriendschappelijk    | 30.000 |
| 19                            | 22 mei 1960       | Bulgarije – België               | 4 – 1 | Vriendschappelijk    | 45.000 |
| 20                            | 10 juli 1960      | Bulgarije – DDR                  | 2 – 0 | Vriendschappelijk    | 40.000 |
| 21                            | 23 november 1960  | Bulgarije – West-Duitsland       | 2 – 1 | Vriendschappelijk    | 45.000 |
| 22                            | 27 november 1960  | Bulgarije – Turkije              | 2 – 1 | Vriendschappelijk    | 12.994 |
| 23                            | 29 oktober 1961   | Bulgarije – Finland              | 3 – 1 | Kwalificatie WK 1962 | 45.000 |
| 24                            | 12 november 1961  | Bulgarije – Frankrijk            | 1 – 0 | Kwalificatie WK 1962 | 55.000 |
| 25                            | 30 september 1962 | Bulgarije – Polen                | 2 – 1 | Vriendschappelijk    | 40.000 |
| 26                            | 7 november 1962   | Bulgarije – Portugal             | 3 – 1 | Kwalificatie EK 1964 | 31.318 |
| 27                            | 25 november 1962  | Bulgarije – Oostenrijk           | 1 – 1 | Vriendschappelijk    | 50.000 |
| 28                            | 28 april 1963     | Bulgarije – Tsjecho-Slowakije    | 1 – 0 | Vriendschappelijk    | 50.000 |
| 29                            | 18 september 1963 | Bulgarije – Soedan               | 1 – 1 | Vriendschappelijk    |        |
| 30                            | 29 september 1963 | Bulgarije – Frankrijk            | 1 – 0 | Kwalificatie EK 1964 | 25.947 |
| 31                            | 13 oktober 1963   | Bulgarije – Sovjet-Unie          | 0 – 1 | Vriendschappelijk    | 20.000 |
| 32                            | 18 maart 1964     | Bulgarije – Joegoslavië          | 0 – 1 | Vriendschappelijk    | 30.000 |
| 32                            | 29 november 1964  | Bulgarije – Sovjet-Unie          | 0 – 0 | Vriendschappelijk    | 40.000 |
| 33                            | 6 november 1966   | Bulgarije – Joegoslavië          | 6 – 1 | Vriendschappelijk    | 10.000 |
| 34                            | 13 november 1966  | Bulgarije – Noorwegen            | 4 – 2 | Kwalificatie EK 1968 | 20.762 |
| 35                            | 24 juni 1967      | Bulgarije – Polen                | 3 – 2 | Vriendschappelijk    | 15.000 |
| 36                            | 8 oktober 1967    | Bulgarije – Sovjet-Unie          | 1 – 2 | Vriendschappelijk    | 21.000 |
| 37                            | 12 november 1967  | Bulgarije – Zweden               | 3 – 0 | Kwalificatie EK 1968 | 28.000 |
| 38                            | 26 november 1967  | Bulgarije – Portugal             | 1 – 0 | Kwalificatie EK 1968 | 39.795 |
| 39                            | 6 april 1968      | Bulgarije – Italië               | 3 – 2 | Kwalificatie EK 1968 | 68.000 |
| 40                            | 27 oktober 1968   | Bulgarije – Nederland            | 2 – 0 | Kwalificatie WK 1970 | 18.073 |
| 41                            | 23 april 1969     | Bulgarije – Luxemburg            | 2 – 1 | Kwalificatie WK 1970 | 18.998 |
| 42                            | 15 juni 1969      | Bulgarije – Polen                | 4 – 1 | Kwalificatie WK 1970 | 38.313 |
| 43                            | 24 september 1969 | Bulgarije – West-Duitsland       | 0 – 1 | Vriendschappelijk    | 50.000 |
| 44                            | 5 mei 1970        | Bulgarije – Sovjet-Unie          | 3 – 3 | Vriendschappelijk    | 11.169 |
| 45                            | 6 mei 1970        | Bulgarije – Sovjet-Unie          | 0 – 0 | Vriendschappelijk    | 55.000 |
| 46                            | 15 november 1970  | Bulgarije – Noorwegen            | 1 – 1 | Kwalificatie EK 1972 | 21.465 |
| 47                            | 28 april 1971     | Bulgarije – Sovjet-Unie          | 1 – 1 | Vriendschappelijk    | 15.000 |
| 48                            | 19 mei 1971       | Bulgarije – Hongarije            | 3 – 0 | Kwalificatie EK 1972 | 28.342 |
| 49                            | 17 november 1971  | Bulgarije – Griekenland          | 2 – 2 | Vriendschappelijk    | 15.000 |
| 50                            | 4 december 1971   | Bulgarije – Frankrijk            | 2 – 1 | Kwalificatie EK 1972 | 18.057 |
| 51                            | 29 maart 1972     | Bulgarije – Sovjet-Unie          | 1 – 1 | Vriendschappelijk    | 20.000 |
| 52                            | 12 april 1972     | Bulgarije – Turkije              | 4 – 2 | Vriendschappelijk    | 4.000  |
| 55                            | 21 juni 1972      | Bulgarije – Italië               | 1 – 1 | Vriendschappelijk    | 16.500 |
| 56                            | 11 oktober 1972   | Bulgarije – Joegoslavië          | 2 – 1 | Vriendschappelijk    | 6.000  |
| 57                            | 18 oktober 1972   | Bulgarije – Noord-Ierland        | 3 – 0 | Kwalificatie WK 1974 | 40.000 |
| 58                            | 2 mei 1973        | Bulgarije – Portugal             | 2 – 1 | Kwalificatie WK 1974 | 49.300 |
| 59                            | 18 november 1973  | Bulgarije – Cyprus               | 2 – 0 | Kwalificatie WK 1974 | 17.400 |
| 60                            | 8 mei 1974        | Bulgarije – Turkije              | 5 – 1 | Balkan Cup           | 25.000 |
| 61                            | 21 mei 1974       | Bulgarije – Noord-Korea          | 6 – 1 | Vriendschappelijk    | 20.000 |
| 62                            | 1 juni 1974       | Bulgarije – Engeland             | 0 – 1 | Vriendschappelijk    | 64.000 |
| 63                            | 25 september 1974 | Bulgarije – Roemenië             | 0 – 0 | Vriendschappelijk    | 12.000 |
| 64                            | 13 oktober 1974   | Bulgarije – Griekenland          | 3 – 3 | Kwalificatie EK 1976 | 14.291 |
| 65                            | 27 april 1975     | Bulgarije – West-Duitsland       | 1 – 1 | Kwalificatie EK 1976 | 47.200 |
| 66                            | 11 juni 1975      | Bulgarije – Malta                | 5 – 0 | Kwalificatie EK 1976 | 27.560 |
| 67                            | 24 maart 1976     | Bulgarije – Sovjet-Unie          | 0 – 3 | Vriendschappelijk    | 10.000 |
| 68                            | 5 mei 1976        | Bulgarije – Noord-Korea          | 3 – 0 | Vriendschappelijk    | 8.000  |
| 69                            | 22 september 1976 | Bulgarije – Turkije              | 2 – 2 | Vriendschappelijk    | 12.000 |
| 70                            | 9 oktober 1976    | Bulgarije – Frankrijk            | 2 – 2 | Kwalificatie WK 1978 | 45.000 |
| 71                            | 13 april 1977     | Bulgarije – Denemarken           | 3 – 1 | Vriendschappelijk    | 10.000 |
| 72                            | 1 juni 1977       | Bulgarije – Ierland              | 2 – 1 | Kwalificatie WK 1978 | 35.124 |
| 73                            | 21 september 1977 | Bulgarije – Turkije              | 3 – 1 | Balkan Cup           | 18.000 |
| 74                            | 26 oktober 1977   | Bulgarije – Griekenland          | 0 – 0 | Vriendschappelijk    | 15.000 |
| 75                            | 31 mei 1978       | Bulgarije – Roemenië             | 1 – 1 | Balkan Cup           | 10.000 |
| 76                            | 29 november 1978  | Bulgarije – Noord-Ierland        | 0 – 2 | Kwalificatie EK 1980 | 25.000 |
| 77                            | 19 mei 1979       | Bulgarije – Ierland              | 1 – 0 | Kwalificatie EK 1980 | 25.000 |
| 78                            | 6 juni 1979       | Bulgarije – Engeland             | 0 – 3 | Kwalificatie EK 1980 | 31.322 |
| 79                            | 26 september 1979 | Bulgarije – Hongarije            | 2 – 0 | Vriendschappelijk    | 2.000  |
| 80                            | 31 oktober 1979   | Bulgarije – Denemarken           | 3 – 0 | Kwalificatie EK 1980 | 6.500  |
| 81                            | 26 maart 1980     | Bulgarije – Sovjet-Unie          | 1 – 3 | Vriendschappelijk    | 5.000  |
| 82                            | 19 oktober 1980   | Bulgarije – Albanië              | 2 – 1 | Kwalificatie WK 1982 | 16.000 |
| 83                            | 3 december 1980   | Bulgarije – West-Duitsland       | 1 – 3 | Kwalificatie WK 1982 | 50.000 |
| 84                            | 13 mei 1981       | Bulgarije – Finland              | 4 – 0 | Kwalificatie WK 1982 | 10.000 |
| 85                            | 11 november 1981  | Bulgarije – Oostenrijk           | 0 – 0 | Kwalificatie WK 1982 | 30.000 |
| 86                            | 14 oktober 1982   | Bulgarije – Malta                | 7 – 0 | Vriendschappelijk    | 12.000 |
| 87                            | 27 oktober 1982   | Bulgarije – Noorwegen            | 2 – 2 | Kwalificatie EK 1984 | 22.300 |
| 88                            | 17 november 1982  | Bulgarije – Joegoslavië          | 0 – 2 | Kwalificatie EK 1984 | 20.000 |
| 89                            | 4 mei 1983        | Bulgarije – Cuba                 | 5 – 2 | Vriendschappelijk    | 1.000  |
| 90                            | 16 november 1983  | Bulgarije – Wales                | 1 – 0 | Kwalificatie EK 1984 | 8.000  |
| 91                            | 5 december 1984   | Bulgarije – Luxemburg            | 4 – 0 | Kwalificatie WK 1986 | 15.000 |
| 92                            | 6 april 1985      | Bulgarije – DDR                  | 1 – 0 | Kwalificatie WK 1986 | 40.000 |
| 93                            | 2 mei 1985        | Bulgarije – Frankrijk            | 2 – 0 | Kwalificatie WK 1986 | 57.000 |
| 94                            | 1 juni 1985       | Bulgarije – Joegoslavië          | 2 – 1 | Kwalificatie WK 1986 | 60.000 |
| 95                            | 9 april 1986      | Bulgarije – Denemarken           | 3 – 0 | Vriendschappelijk    | 48.500 |
| 96                            | 30 april 1986     | Bulgarije – Noord-Korea          | 3 – 0 | Vriendschappelijk    | 3.000  |
| 97                            | 1 april 1987      | Bulgarije – Ierland              | 2 – 1 | Kwalificatie EK 1988 | 35.247 |
| 98                            | 20 mei 1987       | Bulgarije – Luxemburg            | 3 – 0 | Kwalificatie EK 1988 | 14.756 |
| 99                            | 23 september 1987 | Bulgarije – België               | 2 – 0 | Kwalificatie EK 1988 | 60.000 |
| 100                           | 11 november 1987  | Bulgarije – Schotland            | 0 – 1 | Kwalificatie EK 1988 | 49.976 |
| 101                           | 23 maart 1988     | Bulgarije – Tsjecho-Slowakije    | 2 – 0 | Vriendschappelijk    | 5.000  |
| 102                           | 21 september 1988 | Bulgarije – Rusland              | 2 – 2 | Vriendschappelijk    | 2.000  |
| 103                           | 19 oktober 1988   | Bulgarije – Roemenië             | 1 – 3 | Kwalificatie WK 1990 | 52.000 |
| 104                           | 21 februari 1989  | Bulgarije – Sovjet-Unie          | 1 – 2 | Vriendschappelijk    | 50.000 |
| 105                           | 22 maart 1989     | Bulgarije – West-Duitsland       | 1 – 2 | Vriendschappelijk    | 30.000 |
| 106                           | 26 april 1989     | Bulgarije – Denemarken           | 0 – 2 | Kwalificatie WK 1990 | 32.189 |
| 107                           | 14 november 1990  | Bulgarije – Schotland            | 1 – 1 | Kwalificatie EK 1992 | 42.000 |
| 108                           | 1 mei 1991        | Bulgarije – Zwitserland          | 2 – 3 | Kwalificatie EK 1992 | 40.000 |
| 109                           | 25 september 1991 | Bulgarije – Italië               | 2 – 1 | Vriendschappelijk    | 20.000 |
| 110                           | 20 november 1991  | Bulgarije – Roemenië             | 1 – 1 | Kwalificatie EK 1992 | 20.000 |
| 111                           | 19 augustus 1992  | Bulgarije – Mexico               | 1 – 1 | Vriendschappelijk    | 15.000 |
| 112                           | 9 september 1992  | Bulgarije – Frankrijk            | 2 – 0 | Kwalificatie WK 1994 | 41.000 |
| 113                           | 28 april 1993     | Bulgarije – Finland              | 2 – 0 | Kwalificatie WK 1994 | 35.000 |
| 114                           | 12 mei 1993       | Bulgarije – Israël               | 2 – 2 | Kwalificatie WK 1994 | 25.000 |
| 115                           | 8 september 1993  | Bulgarije – Zweden               | 1 – 1 | Kwalificatie WK 1994 | 36.000 |
| 116                           | 13 oktober 1993   | Bulgarije – Oostenrijk           | 4 – 1 | Kwalificatie WK 1994 | 22.500 |
| 117                           | 3 juni 1994       | Bulgarije – Oekraïne             | 1 – 1 | Vriendschappelijk    | 15.000 |
| 118                           | 12 oktober 1994   | Bulgarije – Georgië              | 2 – 0 | Kwalificatie EK 1996 | 45.000 |
| 119                           | 16 november 1994  | Bulgarije – Moldavië             | 4 – 1 | Kwalificatie EK 1996 | 45.000 |
| 120                           | 29 maart 1995     | Bulgarije – Wales                | 3 – 1 | Kwalificatie EK 1996 | 60.000 |
| 121                           | 7 juni 1995       | Bulgarije – Duitsland            | 3 – 2 | Kwalificatie EK 1996 | 44.208 |
| 122                           | 7 oktober 1995    | Bulgarije – Albanië              | 3 – 0 | Kwalificatie EK 1996 | 35.000 |
| 123                           | 28 mei 1996       | Bulgarije – Macedonië            | 3 – 0 | Vriendschappelijk    | 980    |
| 124                           | 2 juni 1996       | Bulgarije – V.A.E.               | 4 – 1 | Vriendschappelijk    | 12.000 |
| 125                           | 11 maart 1997     | Bulgarije – Slowakije            | 0 – 1 | Vriendschappelijk    | 7.000  |
| 126                           | 2 april 1997      | Bulgarije – Cyprus               | 4 – 1 | Kwalificatie WK 1998 | 33.000 |
| 127                           | 20 augustus 1997  | Bulgarije – Israël               | 1 – 0 | Kwalificatie WK 1998 | 20.000 |
| 128                           | 10 september 1997 | Bulgarije – Rusland              | 1 – 0 | Kwalificatie WK 1998 | 55.000 |
| 129                           | 22 april 1998     | Bulgarije – Marokko              | 2 – 1 | Vriendschappelijk    | 18.000 |
| 130                           | 5 juni 1998       | Bulgarije – Algerije             | 2 – 0 | Vriendschappelijk    | 20.000 |
| 131                           | 4 november 1998   | Bulgarije – Algerije             | 0 – 0 | Vriendschappelijk    | 1.500  |
| 132                           | 12 oktober 2002   | Bulgarije – Kroatië              | 2 – 0 | Kwalificatie EK 2004 | 43.200 |
| 133                           | 16 oktober 2002   | Bulgarije – Andorra              | 2 – 1 | Kwalificatie EK 2004 | 36.000 |
| 134                           | 30 april 2003     | Bulgarije – Albanië              | 2 – 0 | Vriendschappelijk    | 7.523  |
| 135                           | 7 juni 2003       | Bulgarije – België               | 2 – 2 | Kwalificatie EK 2004 | 42.099 |
| 136                           | 20 augustus 2003  | Bulgarije – Litouwen             | 3 – 0 | Vriendschappelijk    | 2.000  |
| 137                           | 6 september 2003  | Bulgarije – Estland              | 2 – 0 | Kwalificatie EK 2004 | 25.128 |
| 138                           | 31 maart 2004     | Bulgarije – Rusland              | 2 – 2 | Vriendschappelijk    | 14.938 |
| 139                           | 28 april 2004     | Bulgarije – Kameroen             | 3 – 0 | Vriendschappelijk    | 13.987 |
| 140                           | 13 oktober 2004   | Bulgarije – Malta                | 4 – 1 | Kwalificatie WK 2006 | 17.700 |
| 141                           | 9 februari 2005   | Bulgarije – Servië en Montenegro | 0 – 0 | Vriendschappelijk    | 2.957  |
| 142                           | 26 maart 2005     | Bulgarije – Zweden               | 0 – 3 | Kwalificatie WK 2006 | 42.563 |
| 143                           | 4 juni 2005       | Bulgarije – Kroatië              | 1 – 3 | Kwalificatie WK 2006 | 30.783 |
| 144                           | 17 augustus 2005  | Bulgarije – Turkije              | 3 – 1 | Vriendschappelijk    | 3.433  |
| 145                           | 7 september 2005  | Bulgarije – IJsland              | 3 – 2 | Kwalificatie WK 2006 | 18.000 |
| 146                           | 8 oktober 2005    | Bulgarije – Hongarije            | 2 – 0 | Kwalificatie WK 2006 | 4.652  |
| 147                           | 12 november 2005  | Bulgarije – Georgië              | 6 – 2 | Vriendschappelijk    | 1.375  |
| 148                           | 6 september 2006  | Bulgarije – Slovenië             | 3 – 0 | Kwalificatie EK 2008 | 16.543 |
| 149                           | 7 oktober 2006    | Bulgarije – Nederland            | 1 – 1 | Kwalificatie EK 2008 | 30.547 |
| 150                           | 28 maart 2007     | Bulgarije – Albanië              | 0 – 0 | Kwalificatie EK 2008 | 24.893 |
| 151                           | 6 juni 2007       | Bulgarije – Wit-Rusland          | 2 – 1 | Kwalificatie EK 2008 | 10.227 |
| 152                           | 12 september 2007 | Bulgarije – Luxemburg            | 3 – 0 | Kwalificatie EK 2008 | 4.674  |
| 153                           | 17 november 2007  | Bulgarije – Roemenië             | 1 – 0 | Kwalificatie EK 2008 | 3.000  |
| 154                           | 26 maart 2008     | Bulgarije – Finland              | 2 – 1 | Vriendschappelijk    | 2.500  |
| 155                           | 11 oktober 2008   | Bulgarije – Italië               | 0 – 0 | Kwalificatie WK 2010 | 35.000 |
| 156                           | 1 april 2009      | Bulgarije – Cyprus               | 2 – 0 | Kwalificatie WK 2010 | 16.916 |
| 157                           | 6 juni 2009       | Bulgarije – Ierland              | 1 – 1 | Kwalificatie WK 2010 | 38.000 |
| 158                           | 12 augustus 2009  | Bulgarije – Letland              | 1 – 0 | Vriendschappelijk    | 1.500  |
| 159                           | 5 september 2009  | Bulgarije – Montenegro           | 4 – 1 | Kwalificatie WK 2010 | 7.543  |
| 160                           | 14 oktober 2009   | Bulgarije – Georgië              | 6 – 2 | Kwalificatie WK 2010 | 390    |
| 161                           | 7 september 2010  | Bulgarije – Montenegro           | 0 – 1 | Kwalificatie EK 2012 | 9.470  |
| 162                           | 17 november 2010  | Bulgarije – Servië               | 0 – 1 | Vriendschappelijk    | 1.500  |
| 163                           | 26 maart 2011     | Bulgarije – Zwitserland          | 0 – 0 | Kwalificatie EK 2012 | 9.600  |
| 164                           | 2 september 2011  | Bulgarije – Engeland             | 0 – 3 | Kwalificatie EK 2012 | 36.521 |
| 165                           | 11 oktober 2011   | Bulgarije – Wales                | 0 – 1 | Kwalificatie EK 2012 | 1.672  |
| 166                           | 7 september 2012  | Bulgarije – Italië               | 2 – 2 | Kwalificatie WK 2014 | 12.993 |
| 167                           | 11 september 2012 | Bulgarije – Armenië              | 1 – 0 | Kwalificatie WK 2014 | 17.883 |
| 168                           | 12 oktober 2012   | Bulgarije – Denemarken           | 1 – 1 | Kwalificatie WK 2014 | 42.230 |
| 169                           | 14 november 2012  | Bulgarije – Oekraïne             | 0 – 1 | Vriendschappelijk    | 1.000  |
| 170                           | 22 maart 2013     | Bulgarije – Malta                | 6 – 0 | Kwalificatie WK 2014 | 0      |
| 171                           | 15 oktober 2013   | Bulgarije – Tsjechië             | 0 – 1 | Kwalificatie WK 2014 | 25.464 |
| 172                           | 5 maart 2014      | Bulgarije – Wit-Rusland          | 2 – 1 | Vriendschappelijk    | 500    |
| 173                           | 10 oktober 2014   | Bulgarije – Kroatië              | 0 – 1 | Kwalificatie EK 2016 | 30.062 |
| 174                           | 16 november 2014  | Bulgarije – Malta                | 1 – 1 | Kwalificatie EK 2016 | 600    |
| 175                           | 28 maart 2015     | Bulgarije – Italië               | 2 – 2 | Kwalificatie EK 2016 | 4.000  |
| 176                           | 3 september 2015  | Bulgarije – Noorwegen            | 0 – 1 | Kwalificatie EK 2016 | 11.459 |
| 177                           | 13 oktober 2015   | Bulgarije – Azerbeidzjan         | 2 – 0 | Kwalificatie EK 2016 | 2.500  |
| 178                           | 6 september 2016  | Bulgarije – Luxemburg            | 4 – 3 | Kwalificatie WK 2018 | 3.000  |
| 179                           | 13 november 2016  | Bulgarije – Wit-Rusland          | 1 – 0 | Kwalificatie WK 2018 | 1.994  |
| 180                           | 25 maart 2017     | Bulgarije – Nederland            | 2 – 0 | Kwalificatie WK 2018 | 13.000 |
| 181                           | 31 augustus 2017  | Bulgarije – Zweden               | 3 – 2 | Kwalificatie WK 2018 | 12.121 |
| 182                           | 7 oktober 2017    | Bulgarije – Frankrijk            | 0 – 1 | Kwalificatie WK 2018 | 12.921 |
| 183                           | 9 september 2018  | Bulgarije – Noorwegen            | 1 – 0 | UEFA Nations League  | 7.100  |
| 184                           | 13 oktober 2018   | Bulgarije – Cyprus               | 2 – 1 | UEFA Nations League  | 6.700  |
| 185                           | 19 november 2018  | Bulgarije – Slovenië             | 1 – 1 | UEFA Nations League  | 3.092  |
| 186                           | 22 maart 2019     | Bulgarije – Montenegro           | 1 – 1 | Kwalificatie EK 2020 | 5.652  |
| 187                           | 10 juni 2019      | Bulgarije – Kosovo               | 2 – 3 | Kwalificatie EK 2020 | 4.994  |
| 188                           | 14 oktober 2019   | Bulgarije – Engeland             | 0 – 6 | Kwalificatie EK 2020 | 17.481 |
| 189                           | 14 november 2019  | Bulgarije – Paraguay             | 0 – 1 | Vriendschappelijk    | 500    |
| 190                           | 17 november 2019  | Bulgarije – Tsjechië             | 1 – 0 | Kwalificatie EK 2020 | 0      |
| 191                           | 26 februari 2020  | Bulgarije – Wit-Rusland          | 0 – 1 | Vriendschappelijk    | 250    |
| 192                           | 3 september 2020  | Bulgarije – Ierland              | 1 – 1 | UEFA Nations League  | 0      |
| 193                           | 8 oktober 2020    | Bulgarije – Hongarije            | 1 – 3 | Kwalificatie EK 2020 | 1.929  |
| 194                           | 14 oktober 2020   | Bulgarije – Wales                | 0 – 1 | UEFA Nations League  | 500    |
| 195                           | 11 november 2020  | Bulgarije – Gibraltar            | 3 – 0 | Vriendschappelijk    | 0      |
| 196                           | 15 november 2020  | Bulgarije – Finland              | 1 – 2 | UEFA Nations League  | 0      |
| 197                           | 25 maart 2021     | Bulgarije – Zwitserland          | 1 – 3 | Kwalificatie WK 2022 | 0      |
| 198                           | 28 maart 2021     | Bulgarije – Italië               | 0 – 2 | Kwalificatie WK 2022 | 0      |
| 199                           | 5 september 2021  | Bulgarije – Litouwen             | 1 – 0 | Kwalificatie WK 2022 | 2.503  |
| 200                           | 8 september 2021  | Bulgarije – Georgië              | 4 – 1 | Vriendschappelijk    | 504    |
| 201                           | 12 oktober 2021   | Bulgarije – Noord-Ierland        | 2 – 1 | Kwalificatie WK 2022 | 822    |
| 202                           | 14 oktober 2023   | Bulgarije – Litouwen             | 0 – 2 | Kwalificatie EK 2024 | 6.916  |
| 203                           | 16 november 2023  | Bulgarije – Hongarije            | 2 – 2 | Kwalificatie EK 2024 | 230    |
| 204                           | 18 november 2024  | Bulgarije – Wit-Rusland          | 1 – 1 | UEFA Nations League  | 2.200  |
| Bijgewerkt op 2 december 2024 |                   |                                  |       |                      |        |

## Afbeeldingen

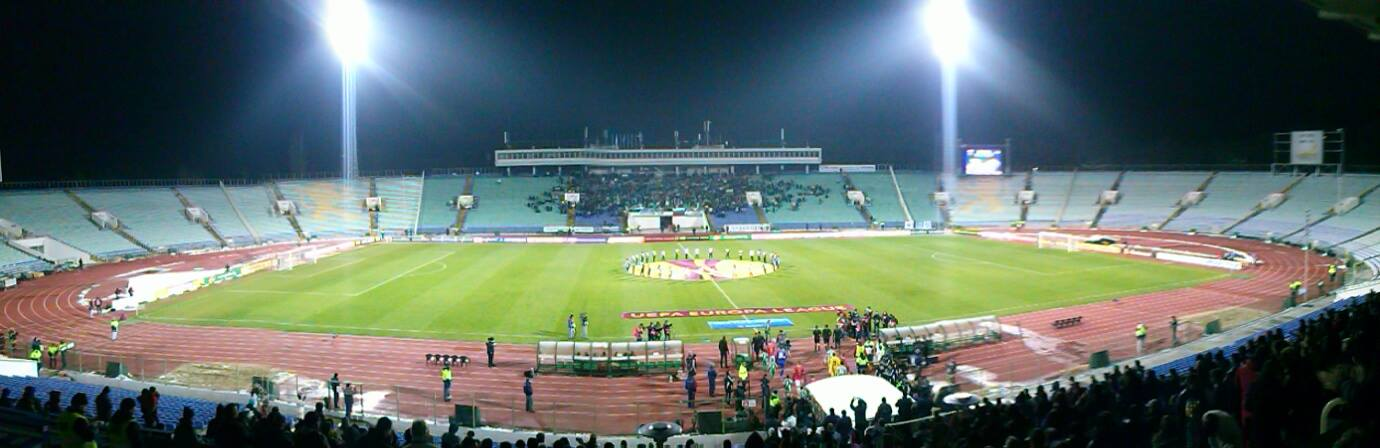
Panorama
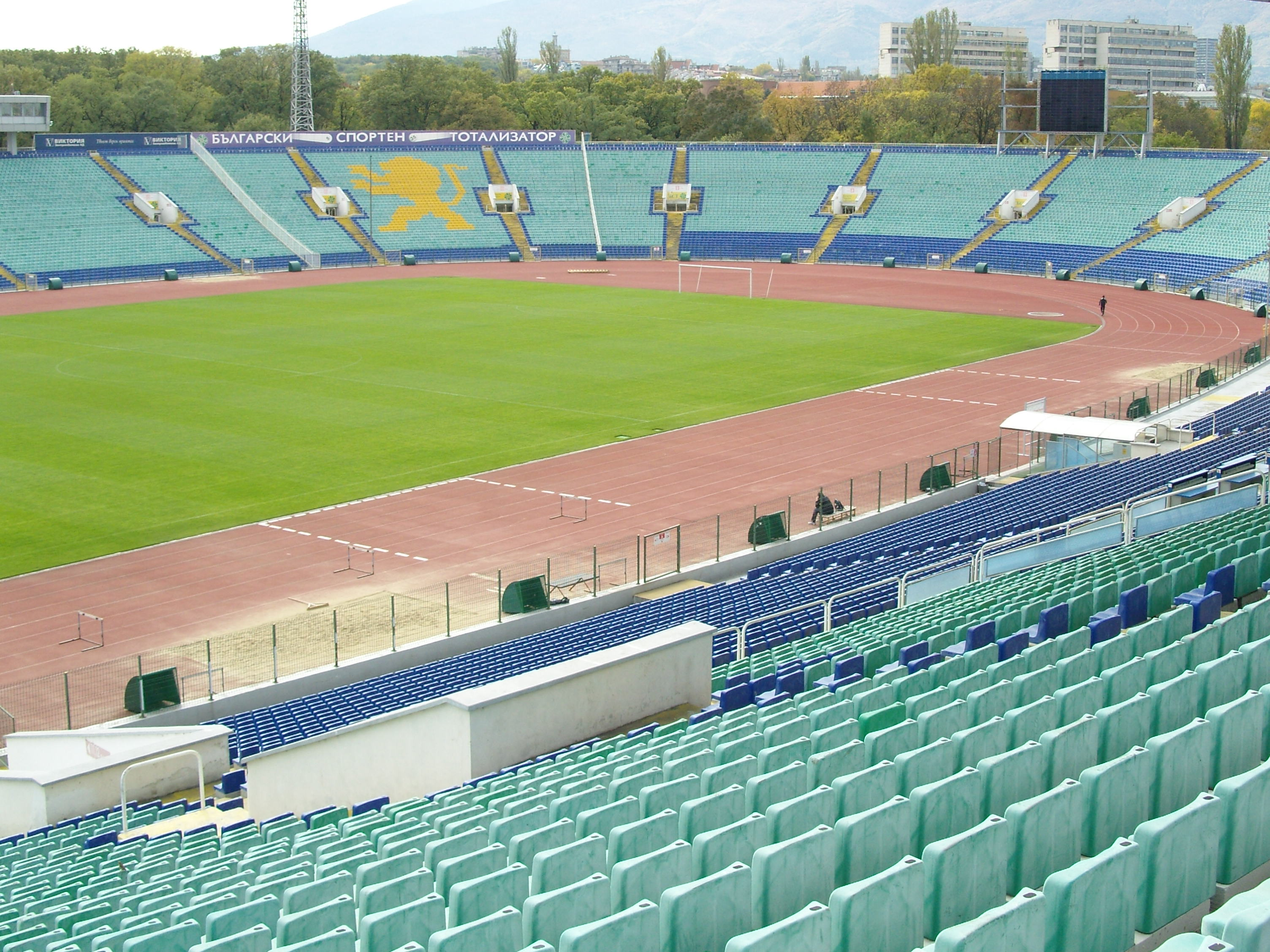
Zicht op het veld